# Metopius robustus
Metopius robustus là một loài tò vò trong họ Ichneumonidae.